# Lely Kempin
Lely Kempin, geborene Hedwig Caroline Möller oder Hedwig Carolin Möller (* 2. August 1878 in Altona vor Hamburg; † 5. April 1971 in Celle) war eine deutsche Schriftstellerin, Dichterin und Fotografin sowie Illustratorin.

## Leben
Hedwig Carolin Möller wuchs in die Gründerzeit des Deutschen Kaiserreichs hinein. In dieser Zeit heiratete sie 1905 den Celler Bergwerksdirektor Friedrich Kempin.
Mitten im Ersten Weltkrieg erschien 1917 ihr Buch Haubenlerches Kriegsferien bereits in fünfter Auflage, das später Teil der Weltkriegssammlung der Deutschen Bücherei in Leipzig wurde. Ebenfalls 1917 ihr illustriertes und weit verbreitetes Buch Die heilige Insel: Darin finden sich Abdrucke von Fotografien mit ihrer Tochter Elfriede, die in einem weißen Kleid und einem geblümten Oberteil zu sehen ist; das abgebildete sogenannte Inselkleid wurde später zu einer großen Modeerscheinung von Mädchen der 1920er Jahre.
Andere illustrierte Werke Kempins waren zur Zeit der Weimarer Republik beispielsweise das 1921 erschienene Werk Freude – Sommerträume, die 18 Lichtbilder von Lise Abt enthielt, oder den 1931 im Verlag Velhagen & Klasing erschienenen Titel Kennst Du Deinen Garten? Mit 49 Pflanzenbildern nach Original Aufnahmen der Verfasserin.
1924 regte Lely Kempin die Hildegard Staunau zur Gründung von deren kunstgewerblichen Werkstatt für kunstgewerbliche Frauenkleidung an, die daraufhin unter der Adresse Auf dem Kampe 3 in Celle eröffnet wurde.
Neben ihrer schriftstellerischen und fotografischen Laufbahn entwarf Lely Kempin zudem die Vorsatzblätter für die Künstlerin Carla Meyer-Rasch, ähnlich wie diese für Kempin.

## Schriften (Auswahl)
- Haubenlerches Kriegsferien. Mit Bilderschmuck nach Photographien der Verfasserin, in Frakturschrift, Stuttgart; Berlin; Leipzig: Union, 1917
- Die heilige Insel. Eine Sommergeschichte, Bielefeld; Leipzig: Velhagen & Klasing, 1917
- Glückliche Kinderzeit. Lichtbilder, Verse und Geschichten für kleine und grosse Kinder, 56 Seiten mit 59 Textabbildungen, 9 Einschaltbildern und einem farbigen Umschlagbild, Bielefeld; Leipzig: Velhagen & Klasing, 1918; Inhaltsverzeichnis
  - 4., veränderte und ergänzte Auflage, Bielefeld; Leipzig: Velhagen & Klasing, 1922; Inhaltsverzeichnis
- Das Lebenslicht. Ein Christnachtsmärchenspiel aus der Heide. In 4 Aufzügen und 6 Bildern, 2. Auflage, Bielefeld; Leipzig: Velhagen & Klasing, 1920
- Insel des Friedens. Eine Geschichte vom Wattenmeer / von Lely Kempin. Mit 26 Abbildungen nach Lichtbildern der Verfasserin, Bielefeld; Leipzig: Velhagen & Klasing, 1921
- Freude. Sommerträume / von Lely Kempin. Mit 18 Lichtbildern der Lise Abt, Bielefeld; Leipzig: Velhagen & Klasing, 1921
  - 6. Auflage unter dem Titel Freude – Sommerträume, Bielefeld: Velhagen & Klasing, 1924
- Meersommer, Bielefeld: Velhagen & Klasing, 1924
  - Neuauflage Paderborn: Sarastro, 2012, ISBN 978-3-86471-054-4
- Tänze des Lebens / Lely Kempin, Einband, Bilder, Abbildungen und Initiale zeichnete Lilly Coing, Bielefeld: Velhagen & Klasing, 1926
- Ursprung. Märchen und Legenden vom Sinn des Lebens / Lely Kempin, Den Buchschmuck mit farbigen Initialen zeichnete Karla Meyer,  	Bielefeld: Velhagen & Klasing, 1928
- Welt im Garten. Mit 49 Lichtbildern von der Verfasserin im eigenen Garten aufgenommen, Bielefeld: Velhagen & Klasing, 1929
- Kennst Du Deinen Garten? Mit 49 Pflanzenbildern nach Original Aufnahmen der Verfasserin, Bielefeld; Leipzig: Velhagen & Klasing, 1931
- Am Meer geschrieben. Sommerbriefe an eine junge Frau. Mit 11 Meeresstrandaufnahmen der Verfasserin / Lely Kempin, Bielefeld; Leipzig: Velhagen & Klasing, 1932